# Cupa României 2010-2011
În sezonul 2010-2011 Cupa României la fotbal a ajuns la a 73-ediție. Faza întâi a avut loc la 17 iulie 2010. Pentru sezonul 2010-2011 al Cupei României, Puma a realizat prima minge oficială din istoria competiției, PowerCat 1.10. Trofeul a fost câștigat de echipa Steaua București în fața lui Dinamo București cu scorul de 2-1.

## Faza I
Meciurile au avut loc sâmbătă 17 și duminică 18 iulie. Au participat cele 42 de câștigătoare ale fazei județene a Cupei României și 74 de echipe din Liga a III-a.
| Gazde                            | Scor             | Oaspeți                            |
| -------------------------------- | ---------------- | ---------------------------------- |
| CS Poli 2002 Timișoara           | 7–0              | CS Nuova Mama Mia Becicherecul Mic |
| CS FC Timișoara SA II            | 3–1              | Millenium Giarmata                 |
| SC FC Ceahlăul Piatra Neamț II   | 1–0              | AFC Odorheiu Secuiesc              |
| CS Minerul Motru                 | 2–1              | CS Jiul Rovinari                   |
| CS Petrolistul Kaproni Boldești  | 0–3              | AS CS Domnești                     |
| FC Moldoforest Moldova Noua      | 3–0              | CS Minerul Mehedinți               |
| CS Muncitorul Reșița             | 0–1              | FC Școlar Reșița                   |
| AS Unirea Tărlungeni             | 1–1 d.p. 5–6 pen | FC Argeș II                        |
| CS Luceafărul Mihai Eminescu     | 3–0              | CS Școala de Fotbal Rădăuți        |
| AS Viitorul Verești              | 2–1              | CS Gura Humorului                  |
| Rapid Dumești                    | 7–4              | CSM Pașcani                        |
| CS Flacăra Brusturi              | 2–1              | CS Cetatea Târgu Neamț             |
| FCM Huși                         | 3–0              | SC Sporting Club 2 Vaslui          |
| AS Mondosport Bacău              | 3–0              | CS FC Pambac Bacău                 |
| CS Aerostar Bacău                | 1–3              | CS Willy Bacău                     |
| Viitorul Homocea                 | 0–1              | FC Politehnica Galați              |
| CS Avântul Vânători              | 3–0              | FCM Dunărea 2 Galați               |
| CS Viitorul Ianca                | 0–4              | SC FC Oțelul Galați II             |
| Recolta Tufești                  | 0–3              | AS Viitorul Însurăței              |
| AS Luceafărul Slava Cercheza     | 0–3              | CSM Medgidia                       |
| AS Carvan                        | 3–0              | CS FC Farul Constanța II           |
| CS Fotbal Oil Terminal Constanța | 0–3              | CS Eforie                          |
| AS Viitorul Axintele             | 3–1              | FC Dunărea Călărași                |
| CS Phoenix Ulmu                  | 8–0              | CS Viitorul Chirnogi               |
| AS Dragomirești                  | 0–1              | CS Tunari                          |
| AFC Comprest GIM București       | 1–3              | SC FC Rapid București II           |
| CS Romprim București             | 3–0              | CS Viitorul Toporu                 |
| FC Bolintin Malu Spart           | 3–0              | CS Victoria 2008 Adunații Copăceni |
| CS Petrolul Videle               | 0–1              | CS Argeșul Mihailești              |

| Gazde                          | Scor | Oaspeți                            |
| ------------------------------ | ---- | ---------------------------------- |
| CS Dunărea Zimnicea            | 1–3  | FCM Alexandria                     |
| FC Municipal 3 Târgoviște      | 6–1  | CSM Târgoviște                     |
| CS Utchim Găești               | 0–3  | CS Petrolul Teleajen               |
| AS Avântul Mâneciu             | 5–0  | AFC Filipeștii de Pădure           |
| Viticultorul Breaza            | 1–2  | CS Partizanul Merei                |
| FC Zagon                       | 2–1  | CSM Focșani                        |
| Înfrățirea Harman              | 3–0  | CF Predeal                         |
| CS Atletic Bradu               | 3–0  | CS Juventus Bascov                 |
| CS Albota                      | 3–2  | CS Gaz Metan II Mediaș             |
| AS Damila Măciuca              | 3–1  | CFC Ghecon Lăpușata                |
| AS Recolta Stoicănești         | 2–1  | CS Progresul Corabia               |
| FC Universitatea Craiova II    | 5–3  | FC Caracal                         |
| FC Podari                      | 3–0  | CS Armata Craiova                  |
| CS Termo Drobeta-Turnu Severin | 4–2  | CS Ralbex Turcinești               |
| FC Petrolul Țicleni            | 0–3  | CS Minerul Jilț Mătăsari           |
| FC Hunedoara                   | 3–0  | CS Retezatul Hațeg                 |
| AS Mureșul Oarda               | 0–3  | CS Zlatna                          |
| CS Sparta Mediaș               | 0–3  | CSM Sebeș                          |
| FC Gaz Metan Târgu Mureș       | 2–7  | FC ASA Unirea Ungheni              |
| AS Târnava Betești             | 1–2  | FCM Avântul Reghin                 |
| CS Voința Mărișelu             | 1–6  | AS CF Gloria 1922 Bistrița II      |
| AF CS Voința Livezile          | 2–1  | FC Unirea Dej                      |
| FC Lăpușul Târgu Lăpuș         | 4–2  | CS Marmația 96 Sighetu Marmației   |
| AS Someșul Oar                 | 3–1  | FC Turul Micula 2000               |
| CS Luceafărul 2 Oradea         | 5–2  | Barcău Nușfalău                    |
| CS Unirea Florești             | 0–3  | CS Sănătatea Servicii Publice Cluj |
| CS Frontiera 2004 Curtici      | 1–2  | CS Gloria CTP Arad                 |
| CS Progresul Gătaia            | 0–3  | CS Unirea Sânnicolau Mare          |
| CS FC Viitorul Sânandrei       | 0–3  | CS Ineu                            |

## Faza a II-a
Meciurile au avut loc sâmbătă 31 iulie și 7 august 2010.
- Rapid Dumești 5-4 Luceafărul M. Eminescu
- FCM Huși 2-0 Politehnica Iași
- Marmosin Simeria 3-0 Jiul Petroșani
- CS Ineu 0-2 Mureșul Deva
- Romprim București 0-3 Rapid București II
- CS Zlatna Nu se disp CSM Sebeș
- Gloria CTP Arad 1-0 National Sebis
- Phoenix Ulmu 4-5 ACS Berceni
- CS Poli 2002 Timișoara 1-0 Fortuna Covaci
- ACS Recas 3-0 CS FC Timișoara
- Unirea Sânnicolau Mare 0-7 CS FC Timișoara  II
- CS Luceafărul 2 Oradea 3-1 Bihorul Beius
- AS Somesul Oar 1-4 CS Luceafărul Oradea
- Lapusul Tg Lapus 6-1 FC Zalău
- Sanatatea Cluj 2-1 Seso Campia Turzii
- Gloria Bistrița II 3-0 AF CS Voința Livezile
- FCM Avantul Reghin 2-0 FC ASA Unirea Ungheni
- AS Viitorul Verești 0-5 Rapid CFR Suceava
- CS Flacăra Brusturi 5-1 Cetatea Suceava
- Ceahlaul Piatra Neamț II 1-4 Petrotub Roman
- FC Zagon 3-0 CS Willy Bacău
- AS Mondosport Bacău 0-3 FC Municipal Bacău

## Faza a III-a
Meciurile au avut loc miercuri 11 august 2010 între cele 48 de câștigătoare ale fazei a II-a.
| Gazde                  | Scor | Oaspeți             |
| ---------------------- | ---- | ------------------- |
| Rapid Dumești          | 1–2  | Rapid CFR Suceava   |
| FCM Huși               | 0–3  | FCM Bacău           |
| Rapid București II     | 5–2  | Dinamo București II |
| Gloria CTP Arad        | 2–1  | ACS Recas           |
| ACS Berceni            | 3–0  | Tricolorul Breaza   |
| CS Poli 2002 Timișoara | 0–1  | Marmosin Simeria    |
| Lapusul Tg Lapus       | 3–2  | GLORIA Bistrița II  |
| FCM Avantul Reghin     | 2–0  | FC Cisnadie         |
| CS Flacăra Brusturi    | 2–9  | Petrotub Roman      |
| FC Zagon               | 0–2  | Conpet Ploiesti     |
| Politehnica Galați II  | 4–5  | CS Panciu           |
| CS Eforie              | 0–1  | Callatis Mangalia   |

| Gazde                    | Scor | Oaspeți                  |
| ------------------------ | ---- | ------------------------ |
| Termo Dr. Tr. Severin    | 0–2  | Minerul Jilt Matasari    |
| FC Hunedoara             | 3–0  | CS Zlatna                |
| CSM Rm. Sarat            | 0–1  | FC Voluntari             |
| CS Tunari                | 6–7  | Unirea Slobozia          |
| Municipal 3 Târgoviște   | 0–1  | Chimia Brazi             |
| FC Bolintin Malu Spart   | 0–3  | Viitorul Domnesti        |
| AS Recolta Stoicănești   | 3–0  | FC Argeș II              |
| AS Damila Măciuca        | 3–2  | CS Atletic Bradu         |
| FC Podari                | 4–2  | Universitatea Craiova II |
| CS Luceafărul Oradea     | 7–6  | Muresul Deva             |
| CS Luceafărul 2 Oradea   | 2–0  | Sanatatea Cluj           |
| Moldoforest Moldova Noua | 0–2  | CS FC Timișoara II       |

## Faza a IV-a
Meciurile au avut loc pe 25 august 2010, între cele 24 de învingătoare din faza a III-a și cele 32 de echipe din Liga a II-a.

## Faza a V-a
Meciurile au avut loc pe 8 septembrie 2010, intre cele 28 de învingătoare din faza a IV-a.
| Gazde               | Scor | Oaspeți                  |
| ------------------- | ---- | ------------------------ |
| Lapusul Tg. Lapus   | 0–4  | FC Silvania              |
| Rapid CFR Suceava   | 1–2  | Ceahlaul Piatra Neamț II |
| FCM Bacău           | 2–3  | Petrolul Ploiesti        |
| Luceafarul 2 Oradea | 0–1  | ACU Arad                 |
| Unirea Slobozia     | 3–4  | Viitorul Constanța       |
| ACS Berceni         | 1–3  | FC Astra II              |
| Chimia Brazi        | 1–0  | Concordia Chiajna        |

| Gazde              | Scor | Oaspeți               |
| ------------------ | ---- | --------------------- |
| Gloria CTP Arad    | 2–3  | Minerul Lupeni        |
| Damila Maciuca     | 1–6  | Alro Slatina          |
| FC Hunedoara       | 8–9  | Gaz Metan CFR Craiova |
| Vointa Sibiu       | 1–0  | Unirea Alba Iulia     |
| Juventus Bucuresti | 1–0  | FC Arges              |
| CS Otopeni         | 3–1  | FC Snagov             |
| Dunarea Galati     | 0–1  | Delta Tulcea          |

## Șaisprezecimile de finală
Datele stabilite pentru acest tur au fost 21-23 septembrie 2009. Celor 14 calificate din faza a V-a li s-au adăugat cele 18 echipe din Liga 1.
| U Cluj  | 1–0 | Victoria Brănești |
| ------- | --- | ----------------- |
| Piț 48' |     |                   |

| Voința Sibiu                   | 3–1 | Gaz Metan  |
| ------------------------------ | --- | ---------- |
| Buican 34' Beza 103' Popa 104' |     | 37' Martin |

| ACU Arad | 0–1 | CFR Cluj |
| -------- | --- | -------- |
|          |     | 116' Bud |

| FCU Craiova                                        | 5–0 | Minerul Lupeni |
| -------------------------------------------------- | --- | -------------- |
| Găman 10' Ologu 43' Roman 51' Gângioveanu 63', 84' |     |                |

| Rapid                                                 | 5–0 | Petrolul |
| ----------------------------------------------------- | --- | -------- |
| Sburlea 15' Grigorie 17' António 18', 51' Césinha 81' |     |          |

| Sportul Studențesc                        | 3–1 | Otopeni               |
| ----------------------------------------- | --- | --------------------- |
| Gheorghe 7' Ferfelea 81' Postolache 90+3' |     | 70' (pen.) Dumitrescu |

| Șimleu Silvaniei | 0–1 | ASA Târgu Mureș |
| ---------------- | --- | --------------- |
|                  |     | 78' Astafei     |

| Gloria Bistrița                      | 3–0 | Dunărea Giurgiu |
| ------------------------------------ | --- | --------------- |
| Nalați 22' Coroian 41' J. Moraes 77' |     |                 |

| Juventus București | 1–3 | Poli Timișoara                 |
| ------------------ | --- | ------------------------------ |
| Nica 74'           |     | 21' Mansour 34' Tameș 55' Goga |

| Unirea Urziceni | 1–0 | Delta Tulcea |
| --------------- | --- | ------------ |
| Bâtfoi 11'      |     |              |

| Alro Slatina                              | 0–0 (d.p.) | FC Vaslui                                 |
| ----------------------------------------- | ---------- | ----------------------------------------- |
|                                           |            |                                           |
| Voicu · Dumitra · Kalai · Pasăre · Precup | 4–3        | Zmeu · Milanov · Adaílton · Wesley · Yero |

| Pandurii                     | 3–2 | Viitorul Constanța         |
| ---------------------------- | --- | -------------------------- |
| Cardoso 7', 89' Iordache 82' |     | 27' Cârstocea 90+1' Benzar |

| Dinamo                          | 2–0 | Ceahlăul |
| ------------------------------- | --- | -------- |
| Moți 12' An. Cristea 60' (pen.) |     |          |

| Chimia Brazi | 0–1 | FC Brașov       |
| ------------ | --- | --------------- |
|              |     | 4' Diarrassouba |

| Astra Ploiești | 2–1 | Oțelul        |
| -------------- | --- | ------------- |
| Lukacs 7', 69' |     | 90+1' Giurgiu |

| Turnu Severin | 0–1 | Steaua București |
| ------------- | --- | ---------------- |
|               |     | 63' Nicoliță     |

## Optimi de finală
| FC Brașov            | 2 – 1  | U Cluj      |
| -------------------- | ------ | ----------- |
| Chipciu 5' Badea 86' | Report | 52' Lemnaru |

| Poli Timișoara                          | 1 – 1 (d.p.) | Voința Sibiu                             |
| --------------------------------------- | ------------ | ---------------------------------------- |
| Goga 13'                                | Report       | 87' Bunea                                |
| Sepsi · Zicu · Tameș · Scutaru · Magera | 4 – 3        | Grigore · Beza · Burlacu · Hardău · Popa |

| Dinamo                   | 3 – 1  | Alro Slatina |
| ------------------------ | ------ | ------------ |
| Niculae 2' Alexe 8', 30' | Report | 38' Bârsan   |

| Gloria Bistrița  | 1 – 0  | Unirea Urziceni |
| ---------------- | ------ | --------------- |
| Bruno Moraes 67' | Report |                 |

| CFR Cluj                    | 2 – 0  | ASA Târgu Mureș |
| --------------------------- | ------ | --------------- |
| Bjelanović 32' Sforzini 90' | Report |                 |

| Steaua București                        | 1 – 1 (d.p.) | Sportul Studențesc                |
| --------------------------------------- | ------------ | --------------------------------- |
| Latovlevici 72' Novak 105' Angelov 112' | Report       | 19' T. Bălan 120+1' Niculescu     |
| Székely · Bilașco · Kapetanos · Angelov | 3 – 1        | Rațiu · Irimia · T. Bălan · Varga |

| Pandurii | 0 - 2 | FCU Craiova             |
| -------- | ----- | ----------------------- |
|          |       | 33' Wobay 54' Prepeliță |

| Astra Ploiești | 0 - 2  | Rapid            |
| -------------- | ------ | ---------------- |
|                | Raport | 92', 111' Frunză |

## Sferturi de finală
| FC Brașov       | 1 – 0 | Poli Timișoara |
| --------------- | ----- | -------------- |
| Cristescu 90+3' |       |                |

| Dinamo                                        | 1 – 1 (d.p.) | FCU Craiova                        |
| --------------------------------------------- | ------------ | ---------------------------------- |
| Munteanu 66'                                  |              | 31' Dina                           |
| An.Cristea · Munteanu · Ad.Cristea · Bordeanu | 3 – 1        | Găman · Bărboianu · Ologu · Costea |

| CFR Cluj | 0 - 1 | Gloria Bistrița  |
| -------- | ----- | ---------------- |
|          |       | Moraes pen' (73) |

| Rapid                                         | 0 - 1  | Steaua București                                                                      |
| --------------------------------------------- | ------ | ------------------------------------------------------------------------------------- |
| Marcos António 48' Constantin 53' Grigore 80' | raport | 48' Surdu 44' Brandan 45+8' Galamaz 61' Tănase 65' Martinović 71' Bicfalvi 81' Gardoș |

## Semifinale
Semifinalele se vor juca în două manșe.
Turul
| Gloria Bistrița | 0 - 2 | Dinamo                    |
| --------------- | ----- | ------------------------- |
|                 |       | Dănciulescu 53' Alexe 87' |

| Steaua București | 0 - 0 | FC Brașov |
| ---------------- | ----- | --------- |
|                  |       | Ilyeș 73' |

Returul
| FC Brașov                              | 1 - 1   | Steaua București             |
| -------------------------------------- | ------- | ---------------------------- |
| Ilyeș 40' · Teixeira · Ionuț Voicu 90' | Cronică | 11' Dică 44' Tănase 86' Dică |

| Dinamo                                                                       | 5 − 1       | Gloria Bistrița |
| ---------------------------------------------------------------------------- | ----------- | --------------- |
| Munteanu 10' Dănciulescu 27' (pen), 61' Găman 31' Moți 62' Țucudean 53', 90' | prosport.ro | 45' Pădurariu   |

## Finala
Finala a avut loc pe 25 mai 2011 pe Stadionul Silviu Ploeșteanu în Brașov si a fost câștigată de Steaua București.
| Steaua București                                                                   | 2 - 1   | Dinamo                                              |
| ---------------------------------------------------------------------------------- | ------- | --------------------------------------------------- |
| Dică 24' Bărboianu (autogol) 50' Bilașco 75' Székely 85' Tănase 89' Nicoliță 90+4' | Cronica | 16' Moți 33', 68' Torje 77' Mărgăritescu 90+1'Bakaj |